# Jean Joseph Despagnet
Pour les articles homonymes, voir Despagnet.
Pas d'image ? Cliquez ici

a Compétitions nationales et continentales officielles uniquement.

Jean Joseph Despagnet, né le 21 mars 1912 à Arros-de-Nay (Basses-Pyrénées) et mort le 27 janvier 1984 dans la même ville, est un joueur français de rugby à XV, évoluant au poste de deuxième ligne à la Section paloise.

## Biographie
Jean Joseph Despagnet est né le 21 mars 1912 à Arros-de-Nay, prés de Nay, en Béarn, dans le Vath Vialla. Joueur de rugby à XV, il évolue au poste de deuxième ligne à la Section paloise.
Il fait ses débuts en équipe première en 1932. Durant la première moitié des années 1930, il joue principalement en équipe réserve. À partir de la fin des années 1930, il devient titulaire au sein d'un pack réputé rude. Il remporte notamment le Challenge Yves du Manoir lors de la saison 1938-1939 avec les Sectionnistes.
Joseph Despagnet décède le 27 janvier 1984 à Arros-de-Nay.

## Vie privée
Son fils, Patrick Despagnet, commence également sa carrière de rugby à XV à la Section paloise avant de rejoindre l'US Coarraze Nay, dont il devient président pendant onze ans. Patrick Despagnet est le fondateur du Groupe Despagnet, qui emploie une centaine de personnes.

## Palmarès
- Vainqueur du Challenge Yves du Manoir en 1939 avec la Section paloise[8].